# Comté de Washington (Indiana)
Pour les articles homonymes, voir Comté de Washington.
Le comté de Washington  est un comté de l'État de l'Indiana, aux États-Unis. Il comptait 27 223 habitants en 2000. Son siège est Salem.